# جید ریموند
جید ریموند (به انگلیسی: Jade Raymond) (زاده ۲۸ اوت ۱۹۷۵ در مونترال، کانادا) یک مدیر اجرایی بازی‌های ویدئویی، مدیر عامل سابق یوبی‌سافت تورنتو، مؤسس استودیو موتیو و از شخصیت‌های کلیدی زن صنعت بازیسازی است.
ریموند کار خود را با برنامه‌نویسی بازی‌ها در کمپانی سونی شروع کرد سپس به سراغ الکترونیک آرتس رفت و مدتی در آنجا شروع به کار کرد. همچنین او در پروژه تبدیل بازی رزیدنت ایول ۴ برای رایانه توسط یوبی‌سافت نیز مشارکت داشته‌است.
او پس از ۱۰ سال همکاری با یوبی‌سافت تورنتو در ۲۰ اکتبر ۲۰۱۴ از این شرکت جدا شد. نخستین فعالیتش در این شرکت به عنوان تهیه‌کننده نسخه اول مجموعه بازی‌های کیش یک آدم‌کش و آخرین فعالیتش با یوبی سافت عنوان فار کرای ۴ بوده‌است.

## بازی‌ها

### سونی آنلاین اینترتیمنت
- Jeopardy! (برنامه‌نویس)[۲]
- Trivial Pursuit

### الکترونیک آرتس
- سیمز آنلاین (۲۰۰۲) (تهیه کننده)[۳]

### There Inc
- There (۲۰۰۳) (تهیه‌کننده / هنر)[۴]

### یوبی‌سافت مونترال
- کیش یک آدم‌کش (۲۰۰۷) (تهیه کننده)
- کیش یک آدم‌کش ۲ (۲۰۰۷) (تهیه‌کننده اجرایی)
- کیش یک آدم کش: وحدت
- سگ‌های نگهبان (تهیه‌کننده اجرایی)
- The Mighty Quest for Epic Loot (تهیه‌کننده اجرایی)

### یوبی‌سافت تورنتو
- اسپلینتر سل تام کلنسی: فهرست‌سیاه (۲۰۱۳) (تهیه‌کننده اجرایی)[۵][۶][۷]

### Motive Studios
کار بر روی عنوان Star Wars